# ローンジャックの戦い
ローンジャックの戦い（英: Battle of Lone Jack）は、南北戦争の1862年8月15日から16日に、ミズーリ州ジャクソン郡のローンジャック近くで起こった戦闘である。1862年に南軍がゲリラ部隊と共にミズーリ州で徴兵活動を行った中で発生した。

## 背景
1862年夏、南軍とミズーリ州軍の多くの徴兵担当がアーカンソー州から北のミズーリ州に派遣され、激減していたミシシッピ圏軍の兵士を補充しようとした。ミズーリ州西部と中西部へのそのような派遣者には、ジョー・シェルビー大尉、バード・コックレル大佐、ジョン・T・コフィ大佐、アプトン・ヘイズ、ジョン・チャールズ・トレイシー、ジョン・T・ヒューズ、デウィット・C・ハンター等がいた。これら指揮官の大半は独立して活動しており、上下関係もまだはっきりとは確立されていなかった。8月11日、北軍の指揮官ジョン・スコフィールドは、8月11日にインディペンデンス市がジョン・T・ヒューズ、ウィリアム・クァントリル、ギデオン・W・トンプソン、アプトン・ヘイズの混成軍に落とされたことを知って愕然とした。スコフィールドはジェイムズ・トッテン将軍にその勢力を集中してこの脅威に対応するよう命令した。

## 小競り合い
1862年8月15日、北軍のエモリー・S・フォスター少佐がトッテンからの命令を受けて、レキシントンから740名の混成部隊を率いてローンジャックに進んだ。その他にもカンザス州からジェイムズ・G・ブラント将軍の2,500名と、ミズーリ州内からフィッツ・ヘンリー・ウォーレン将軍の600名が派遣されたが、これらはこの戦闘までには到着できていなかった。フォスターはローンジャック地域に到着するとコフィ大佐とトレーシー中佐の指揮する南軍1,600名が町の近くに宿営し、攻撃の準備をしているという情報を得た。南軍の勢力は800名に過ぎないという推計が入り、フォスターとその部隊は午後11時ころに南軍宿営地を攻撃し、敵部隊を蹴散らした。この短時間の小競り合いの間にフォスターが大砲を発砲させたことは墓穴を掘る結果になった。それが地域にいたバード・コックレル大佐など南軍指揮官達に警告を与えることになり、フォスター軍の位置と闘う意思があることを知らせた。フォスター隊は町に戻って、メインストリート沿いで休憩した。この部隊は馬の鞍に揺られて数日間移動してきていた。コックレル大佐はアプトン・ヘイズ、シドニー・D・ジャックマン中佐、デウィット・C・ハンターと会合し、翌朝、かなり小さいと見られる北軍部隊に戦闘を仕掛けてこれを圧倒することに決めた。

## 戦闘
コックレルの作戦は8月16日の日の出前にハンター、ジャックマン、トレイシーの部隊を町の西の野原で人目に付かないように配置しておき、開戦を待たせることだった。日の出が差し迫ったときに北からヘイズが騎馬による攻撃を始め、そこに側面から他の部隊が急襲を掛けるものだった。ヘイズは作戦通り早い時間に攻撃を始められなかった。その代わりに前進する前に他の部隊を偵察していた。朝日が出てくると、フォスターの哨兵がヘイズ隊の前進に気付いた。このことでフォスター隊には兵士を配置する短い時間ができ、急襲の要素が減った。
ヘイズ隊の襲い前進を待っている間に、朝日で部隊の位置が現れてしまったので、ジャックマン、ハンター、トレイシーの部隊が攻撃したが、跳ね返された。その後ヘイズは北から徒歩立ちになっての攻撃を掛けた。その部隊とトレイシーの部隊が北軍右側面を潰し、ミズーリ第7騎兵隊（ミルトン・H・ブラウナー大尉の指揮）を砲台まで後退させた。砲手達はこの時死に物狂いの戦いを始めていた。北軍ロング大尉のミズーリ州兵第2騎兵大隊は、オーセージオレンジの木の生け垣の背後に隠れて、南軍兵に十字砲火を浴びせ、一時的に後退させた。
戦場の反対側では、ハンター隊がプラム大尉のミズーリ州兵第6騎兵隊3個中隊に止められていた。騎馬部隊（おそらくコフィ大佐の部隊）がハンター隊の側面に近づき、これを北軍だと誤ってしまった。騎馬隊が攻撃したが、別のオーセージオレンジの生け垣背後にいたミズーリ州兵第7騎兵隊のスローカム大尉の中隊からの射撃で急襲され撃退された。ハンター隊はこのとき弾薬が乏しくなり弾薬輜重隊を探して戦場を離れたので、ジャックマン隊の側面が空いてしまった。ジャックマン隊も弾薬が不足し、やはり退却した。
トレイシー隊とヘイズ隊が北への攻撃を再開し、最後はインディアナ砲兵隊を追い出した。南には南軍からの脅威が無くなったので、プラム大尉は北へ反撃し、砲台を取り戻した。ジャックマンとハンターの部隊が弾薬を補給して戦場に戻って来た。ヘイズ隊は反撃を試みたが、プラム隊の反突撃で逆に押し戻された。戦闘の様相は、通りの西側にいた南軍と、右手の北軍および中央の砲兵の間で消耗戦になっていた。砲手は直ぐに潰走させられ、何度か大砲の所有者が変わった。フォスター隊が最後に大砲を取り戻したが、その過程で重傷を負った。
戦闘が5時間続きフォスターも負傷した後で、南軍のコフィ大佐とその800名の兵士が町の北に再度現れ、フォスターの後任であるミルトン・H・ブラウナー大尉は撤退を命令した。部隊は秩序正しく戦場を後にし、レキシントンに戻った。北軍が去る前に大砲は慌てて釘を打ち込むか、使用不能にされて隠された。南軍は勝利を得たが、ブラントやフィッツ・ヘンリー・ウォーレンのなどの北軍部隊が接近してきており、8月17日には撤退を余儀なくされた。フィッツ・ヘンリー・ウォーレン将軍がその日に町を占領した。
フォスターは1日目に勢力が劣ったまま、また援軍を待たずに攻撃を掛けたことで批判された。しかし、フィッツ・ヘンリー・ウォーレン将軍の部隊が到着したのは2日後であり、ブラント隊は3日後だった。北軍は、クァントリルの襲撃隊がそこにいて、捕虜にたいして残忍になると信じたので、より活発に戦った。

## 損失と戦闘の後
北軍のブラウナー大尉は、戦死43名、負傷154名、不明と捕虜が75名、損失率は34%と報告したが、この値は実際と比べて低すぎる。南軍のハンター大佐は北軍兵119名と南軍兵47名を埋葬したと報告したが、実際の損失は不明である。ハンターの報告には、他所で埋葬したと友人や家族が申告した南軍使者の未詳の数が入っていない。戦闘で戦死した北軍兵の点呼結果は、ウェイン・シュネッツァーによる記録に残されており、戦死者は65人で、少なくとも29人はローンジャックでの負傷により後に死んでいた。南軍の戦闘参加者と死者のリストは不完全だが、少なくとも55名は戦死とされ、他に4名が傷がもとで後に死んでいた。
コックレル大佐は大砲2門の場所を突き止め、戦場から排除してアーカンソー州まで戻した。その1門は後にホワイト川上のクィーンシティを航行不能にした砲弾を放ったとされている。この戦闘で戦場を保持したので、南軍新兵はかなりの量の武器を手に入れた。新兵のほぼ半分は当初武装していなかった。
この戦闘は後の陸軍長官（在任1891年-1893年）でアメリカ合衆国上院議員にもなったスティーブン・ベントン・エルキンズが、南北戦争で参加した唯一の戦闘だった。エルキンズはこの戦闘で見たことのために戦争を嫌悪するようになったと言われている。エルキンズは次の様に語っていた。

## コール・ヤンガー
クァントリルのレイダーズの大半はこのときまだインディペンデンスにおり、第一次インディペンデンスの戦いの勝利後の略奪を続けていた。しかし、18歳のコール・ヤンガーは馬に乗り、兵士に補給するためにローンジャックの戦いの前線にいた。
負傷したフォスターは短時間南軍に捕まって小屋の中に入れられており、処刑すると脅された。ヤンガーはこの襲撃者になる可能性がある者を自ら小屋の外に押し出した。
ヤンガーのもう一つの気高い行為は戦闘の直ぐ後で、南軍の前線に馬で乗りいれてきた北軍のウォーレン・C・ブロノー少佐に警告を出したことだった。
1876年、ミネソタ州ノースフィールドで、ジェイムズ＝ヤンガー・ギャングが第一国定銀行強盗を行い捕まった時、エルキンズ、ブロノー、フォスター（当時セントルイス・イブニング・ジャーナルの編集員をしていた）はヤンガーに恩赦を出すことを主張することになった。

## 大衆文化の中で
1969年の映画『勇気ある追跡』で、ジョン・ウェインが演じたルースター・コグバーンは、マッティ・ロスにローンジャックの戦いで目を失ったと告げ、それを「カンザスシティ郊外のスクラップだ」と言っている。

## 参加した部隊
北軍:  エモリー・S・フォスター少佐
- ミズーリ第7騎兵隊（A、C、E、F、I中隊） – ミルトン・H・ブラウナー大尉、265名
- ミズーリ州兵第6騎兵隊（A、B、E中隊） – W・プラム大尉、149名
- ミズーリ州兵第8騎兵隊（F、H中隊） – 140名
- ミズーリ州兵騎兵第2大隊（A、C、F中隊） – J・H・ロング大尉、81名
- ミズーリ州兵第7騎兵隊（H中隊） – E・スローカム大尉、69名
- インディアナ第3砲兵隊（12ポンド・ジェイムズ施条砲2門の1班） – ジェイムズ・S・デブリン中尉/ジェイムズ・M・スコット軍曹、36名

北軍の部隊、士官、兵員数はバナシックの『エンバトルド・アーカンソー』より
南軍:  ジェレマイア・"バード"・コックレル大佐
- ヘイズ連隊徴募兵 – アプトン・ヘイズ大佐、400名
- ハンター連隊徴募兵 – デウィット・C・ハンター大佐、750名
- ジャックマン連隊徴募兵 – シドニー・ドレイク・ジャックマン中佐、450名
- トレイシー連隊徴募兵 – ジョン・チャールズ・トレイシー中佐、350名
- コフィ連隊徴募兵 – ジョン・T・コフィ、大佐、800名（戦闘の終わりに到着）

南軍の部隊は、マット・マシューズとキップ・リンドバーグによる『Shot All to Pieces』より